# Toxorhina subfragilis
Toxorhina subfragilis är en tvåvingeart som beskrevs av Alexander 1970. Toxorhina subfragilis ingår i släktet Toxorhina och familjen småharkrankar.
Artens utbredningsområde är Dominica. Inga underarter finns listade i Catalogue of Life.